# Luis Ernesto de Hesse-Darmstadt
Príncipe Luis de Hesse-Darmstadt (Ludwig von Hesse, 25 de octubre de 1931 - 16 de noviembre de 1937) fue el hijo mayor de Jorge Donato, gran duque heredero de Hesse-Darmstadt y de la princesa Cecilia de Grecia y Dinamarca, hermana mayor del príncipe Felipe, duque de Edimburgo.
Murió a los seis años, junto a sus padres, su hermano  Alejandro y su abuela, la gran duquesa Eleonora, en un accidente de avión en 1937. Cuando volaban a Londres para asistir a la boda de su tío, el príncipe Luis, con Margaret Geddes, el avión se estrelló en la chimenea de una fábrica cerca de Ostende, Bélgica.

## Maldición familiar
Algunas fuentes han considerado que los gobernantes de Hesse-Darmstadt son víctimas de una maldición familiar debido al número de muertes prematuras ocurridas en la familia. Tras el accidente de avión, la hermana huérfana de Luis Ernesto, Juana, fue adoptada por su tío Luis y su esposa Margarita, pero murió de meningitis a la edad de dos años y medio en junio de 1939. Luis era sobrino nieto de la zarina Alejandra y de la gran duquesa Isabel Fiódorovna Románova, ambas asesinadas junto a sus familiares durante la Revolución rusa de 1917. Su bisabuela paterna, la princesa Alicia del Reino Unido, y una tía, la princesa María de Hesse-Darmstadt, murieron de difteria. Una tía, la princesa Isabel, murió de fiebre tifoidea virulenta a la edad de ocho años, aunque se rumoreó que había comido de un plato con alimentos envenenados destinados a Nicolás II de Rusia.